# Calvadose de Rock
Calvadose de Rock est un festival de musique se déroulant au mois d'août à Bayeux dont la première édition a eu lieu en 2000. La dernière édition s'est déroulée en 2012.

## Présentation
Le festival se déroule sur deux jours à la Ferme de Sully à deux kilomètres de Bayeux à partir 2002. Auparavant, il se déroulait en plein cœur de Bayeux mais ceci limitait le nombre de spectateurs. L'évènement est organisé par la ville de Bayeux elle-même. La première édition a accueilli 1 500 festivaliers pour seulement trois groupes. Puis le festival a accueilli jusqu'à plus de 5 000 festivaliers sur l'ensemble des deux jours assistant à sept ou huit concerts au total. En 2005, un tremplin régional est créé permettant à un groupe bas-normand de se produire en première partie de festival.
En 2012, le festival connaît une forte baisse de fréquentation : 2 000 festivaliers alors que l'organisation en attendait plus de 4 000. Cet échec compromet l'avenir du festival : au mois du septembre 2012, l'organisation du festival en annonce la fin.

## Programmation

### Années 2000

#### 2000
- AB, Les rat'sveltes, Bazok

#### 2001
- Les hommes tranquilles, La Tordue, Le grand groove orchestra, Crying freedom family, Les caméléons

#### 2002
- Les j'y foutout, La tchoucrav', Travelin'band

#### 2003
- The Little Rabbits, Le maximum kouette, Bakelite all stars, Bandini

#### 2004
- Marcel et son orchestre, Ridan, Les Fils de Teuhpu, Sharko, Vega, Uranus bruyant

#### 2005
- Les Hurlements d'Léo, The Film, Gomm, Romain Humeau, Radio caroline, Tire larigot

#### 2006
- Didier Super, Debout sur le Zinc, Kill the Young, 17 Hippies, Freedom for King Kong, Boloniaise, Le jour du corbeau

#### 2007
- Fancy, Rubin Steiner, Les Blérots de RAVEL, Mon côté punk, Montevideo, The Elderberries, Dudeland

#### 2008
- Java, Sergent Garcia, Second Sex, Hey Hey My My, Rhesus, My Federation, Wheel

#### 2009
- The Rakes, Les Wampas, La Chanson du Dimanche, Stuck in the Sound, Fatals Picards, The Dodoz, My Girl in Trouble (vainqueur du templin)

### Années 2010

#### 2010
- Arno, Revolver, Poni Hoax, Pigalle, Padam, Sugar Plum Fairy, The Wankin' Noodles, Five ((o)) (vainqueur du tremplin)

#### 2011
- Les Ogres de Barback, Mademoiselle K, Housse de Racket, Les Rois de la Suède, Quadricolor, Skip the Use, Monkey Beats (vainqueur du tremplin)

#### 2012
- Vendredi 3 août : The nes nation, Ceux qui marchent debout, GiedRé, Blankass, Thomas Fersen
- Samedi 4 août : Asaf Avidan, Applause, Dissonant nation, Juveniles